# Canyon of the Fools
Canyon of the Fools é um filme dos Estados Unidos de 1923, do gênero faroeste, dirigido por Val Paul e estrelado por Harry Carey.

## Elenco
- Harry Carey ... Bob
- Carmen Arselle ... Incarnación
- Marguerite Clayton ... May
- Jack Curtis ... Maricopia
- Mignonne Golden ... Aurelia
- Joe Harris ... Terazaz (como Joseph Harris)
- Charles Le Moyne ... Swasey (como Charles J. Le Moyne)
- Murdock MacQuarrie ... Sproul
- Vester Pegg ... Knute
- Fred R. Stanton ... Jim Harper / Polhill (como Fred Stanton)

## Estado de conservação
Uma vez que pensava estar perdido, este filme foi um dos dez filmes mudos digitalmente preservados na Rússia e fornecidos para a Biblioteca do Congresso, em outubro de 2010.